# 里科·格罗斯
里科·格罗斯（德語：Ricco Groß，1970年8月22日—），德国男子冬季两项运动员。他曾代表德国参加1992年、1994年、1998年、2002年和2006年冬季奥林匹克运动会冬季两项比赛，获得四枚金牌、三枚银牌和一枚铜牌。